# 川南トロントロン軽トラ市
川南トロントロン軽トラ市（かわみなみトロントロンけいトラいち）は、宮崎県児湯郡川南町で開かれている、定期朝市。毎月第4日曜日に開催されている。岩手県雫石町、愛知県新城市の軽トラ市と並んで、「三大軽トラ市」とも呼ばれる。

## 概要
川南町の中心商店街の活性化を目的として、2006年9月に創設された。
名称の「トロントロン」は、朝市開始以前からの商店街の愛称で、その由来は湧水などの水音が周囲から聞こえることであるとされる。
商店街を含む600mの道路を歩行者天国として開放し、販売業者が軽トラックの荷台で食料品や雑貨、衣類などを販売する。参加する軽トラックは約130台に上り、平均して1万人の来場者がある。

## 歴史
川南町では中心市街地の活性化に関する法律に基づく活性化計画が2001年に採択されてハード面の整備を進めた後、宮崎県産業支援財団の補助事業に申請して朝市を開くことになった。しかし開催地が生活道路かつ路線バス運行ルートであったことから、交通規制解除の許可を得るまでに数か月を要した。第1回の参加トラックは64台だった。
過去、2010年の口蹄疫流行に際して半年間、また2020年の新型コロナウイルス感染拡大に際しても同年3月から9月まで開催を自粛した。2020年10月の再開以降も新型コロナウイルスの感染状況によって開催中止となる月が出ている。

## 課題
多くの来客がある一方で、その来客を町内の個々の既存店舗に十分誘引するには至っていないと、川南町商工会の策定した経営発達支援計画書（2017年からの5箇年）には記載されている。全国の「軽トラ市」を取り上げた2017年の『日本経済新聞』記事においても、「軽トラ市を開く町は、郊外型店舗に押され中心商店街の衰退が目立つところが多い。軽トラ市を開くと一時的にかつてのにぎわいが戻る。課題はこの活気を日常の風景にできるかどうかだ」と指摘されている。